# Monte Córdova
Monte Córdova is een plaats (freguesia) in de Portugese gemeente Santo Tirso en telt 3669 inwoners (2001).